# Facultad de Medicina Veterinaria y Zootecnia de la Universidad Autónoma de Yucatán
La Facultad de Medicina Veterinaria y Zootecnia de la Universidad Autónoma de Yucatán (FMVZ UADY) es una de las 15 facultades de la Universidad Autónoma de Yucatán. Se encuentra en el Campus de Ciencias Biológicas y Agropecuarias (CCBA) de dicha universidad, ubicado a la altura del kilómetro 15.5 de la carretera Mérida - Xmatkuil dentro de la reserva ecológica Cuxtal que se localiza al sur del Municipio de Mérida, en el Estado de Yucatán en México.

## Historia
La Escuela de Medicina Veterinaria y Zootecnia fue fundada el 25 de septiembre de 1970, en el antiguo Hospital del Niño de la ciudad de Mérida, Yucatán. Las primeras instalaciones usadas pertenecían al Laboratorio de Fisiología de la Facultad de Medicina, aunque en enero de 1975, se trasladó a las instalaciones actuales. La oferta académica constaba inicialmente de la licenciatura en medicina veterinaria y zootecnia, aunque en 1985 fue incorporada la licenciatura en biología y en 2006 la licenciatura en agroecología y la licenciatura en biología marina.

## Oferta académica

### Licenciaturas
- Agroecología.[3]
- Biología.[4]
- Biología Marina.[5]
- Medicina Veterinaria y Zootecnia.[6]

### Posgrados

#### Maestrías
- Maestría en ciencias agropecuarias y manejo de recursos naturales tropicales.[7]

#### Doctorados
- Doctorado en ciencias agropecuarias y manejo de recursos naturales.[8]